# Сватки (Мядельський район)
Сватки (біл. вёска Сваткі) — село в складі Мядельського району Мінської області, Білорусь. Село є адміністративним центром Сватківської сільської ради, розташоване в північній частині області.